# Рем (бог)
Рем, Реми — бог-рыба в древнеегипетской мифологии, оплодотворяющий землю своими слезами, бог дождя. Также считалось, что благодаря слезам Рема появляются пресмыкающихся. Имя Рем означает «плакать». Этот бог олицетворяет слёзы Ра (однако также считается, что из золотых слёз Ра появились пчелы, мёд и воск). Рема изображали в виде человека с головой рыбы.